# لیک هوبرت (مینه‌سوتا)
لیک هوبرت (به انگلیسی: Lake Hubert) یک منطقهٔ مسکونی در ایالات متحده آمریکا است که در شهرستان کرو وینگ، مینه‌سوتا واقع شده‌است. لیک هوبرت ۳۶۶٫۹۸ متر بالاتر از سطح دریا واقع شده‌است.